# Impact Mueang Thong Thani

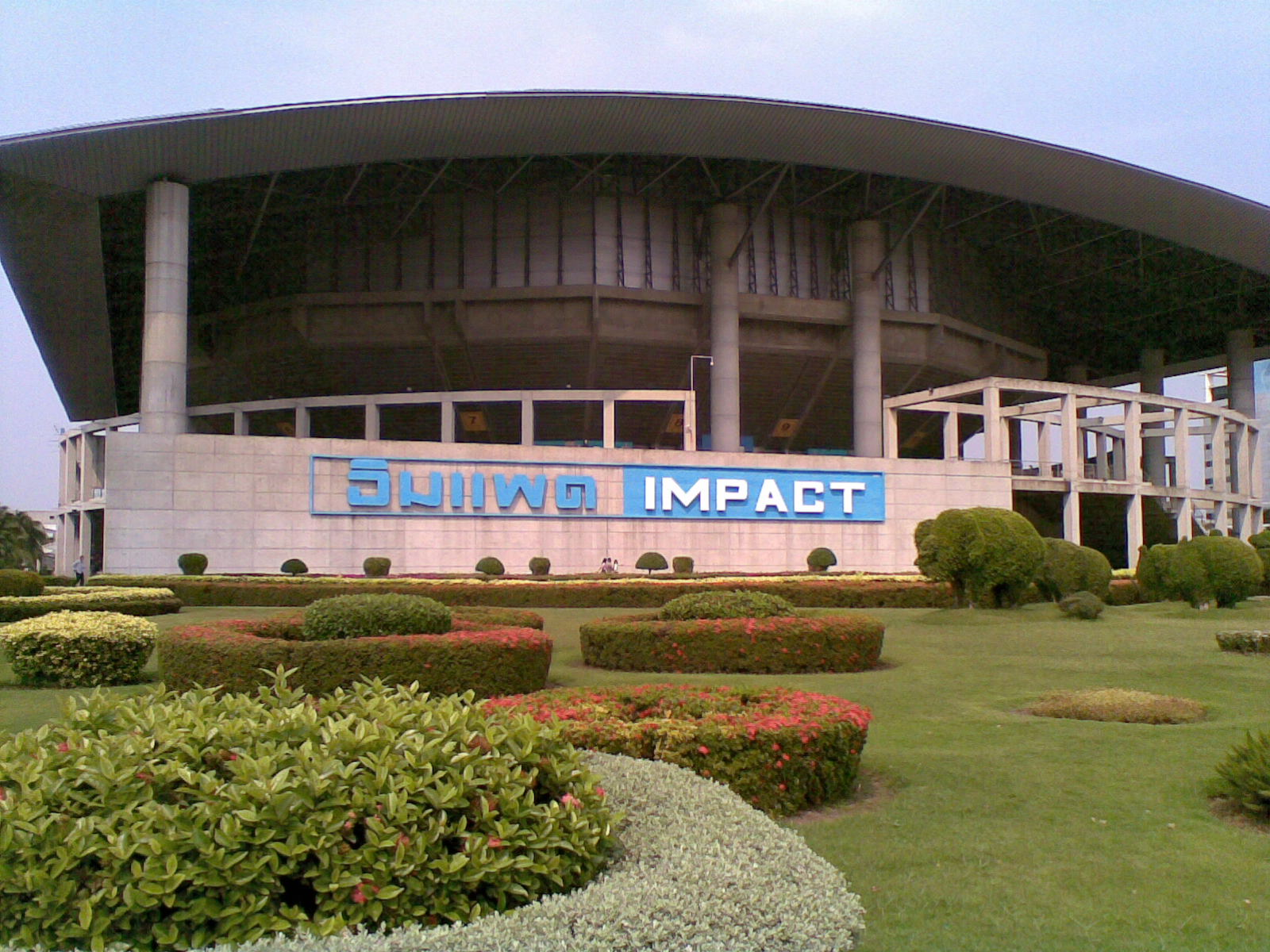
Impact Arena

Das Impact Mueang Thong Thani (thailändisch อิมแพ็ค เมืองทองธานี, RTGS Impaek Mueang Thong Thani) ist ein Veranstaltungs- und Messezentrum in der Metropolregion Bangkok. Es befindet sich in der Großwohnsiedlung Mueang Thong Thani in der Großstadt Pak Kret der Provinz Nonthaburi in Zentral-Thailand. 
Der Bau der Hallen wurde Mitte der 1990er Jahre begonnen, als Impact wurden die ersten Gebäude 1999 eröffnet. Weitere Hallen wurden die folgenden Jahre errichtet.

## Areale
- Arena: Sport- und Konzerthalle mit 12.000 Sitzplätzen
- Forum: Multifunktionshalle mit 12.000 m²
- Exhibition Center: unterteilbar in 8 kleine Hallen, Gesamtgröße: 47.000 m²
- Challenger: Messehalle mit 60.000 m²
- Freiflächen für Events oder Ausstellungen
- Konferenzräume, Festsäle, Restaurants, Lounges